# Jacques Curie
Paul-Jacques Curie (Parigi, 29 ottobre 1856 – Montpellier, 19 febbraio 1941) è stato un chimico francese, fratello di Pierre Curie e cognato di Marie.

## Biografia
L'opera principale di Jacques Curie è la scoperta dell'effetto della piezoelettricità con suo fratello Pierre nel 1880. Nel 1883 Jacques è nominato come professore di mineralogia presso l'Università di Montpellier.
La nomina determina la fine della sua collaborazione col fratello. 
Resterà a Montpellier fino alla sua morte, con l'unica eccezione degli anni 1887-1889 che passa in Algeria, dove insegna e conduce le sue ricerche. Nel 1911 entrò a far parte del Consiglio all'Università e al termine della prima guerra mondiale fu nominato “Chevalier de la Légion d'Honneur”. Nel 1925 fu eletto professore emerito ma preferì ritirarsi a vita privata per raggiunti limiti di età. Cominciò in quegli anni a studiare coloro che chiamava i “Primitifs de la Science” ed a questo scopo intraprese lo studio del greco antico per leggere i testi originali dei filosofi greci. 
Nel 1934 l'età avanzata e la salute malferma gli impedirono di presenziare al funerale della celebre cognata Marie la quale, ormai quasi cieca e profondamente debilitata, era morta di leucemia nel sanatorio di Sancellemoz di Passy in Alta Savoia. Paul-Jacques fece comunque in tempo a vedere, quasi ottantenne, la nipote Irène Joliot-Curie (1897-1956) ricevere il premio Nobel per la chimica 1935 per la scoperta veramente epocale della radioattività artificiale.